# ألان أوكيلو
{{صندوق معلومات سيرة كرة قدم
| تاريخ_الميلاد = 4 يوليو 2000

| طول = 1.79 م (5 قدم 10 1⁄2 بوصة)
| مركز = وسط
| النادي_الحالي =[[Paradou AC][KCCA FC loan]]
| رقم_النادي =25
| سنوات1 = 2017–2020
| أندية1 = كامبالا سيتي
| مباريات1 = 
| أهداف1 = 
| سنوات2 = 2020–
| أندية2 = بارادو
| مباريات2 = 1
| أهداف2 = 1
| سنوات_وطنية1 = 2017–
| منتخب_وطني1 = منتخب أوغندا تحت 20 سنة لكرة القدم
| مباريات_وطنية1 = 7
| أهداف_وطنية1 = 0
| سنوات_وطنية2 = 2018–
| منتخب_وطني2 = Uganda U23
| مباريات_وطنية2 = 2
| أهداف_وطنية2 = 1
| سنوات_وطنية3 = 2019–
| منتخب_وطني3 = أوغندا
| مباريات_وطنية3 = 13
| أهداف_وطنية3 = 2
| تحديث-منتخب_وطني = 19 أكتوبر 2019
| تحديث-نادي = 19 ديسمبر 2018
}}
ألان أوكيلو (بالإنجليزية: Allan Okello)‏ هو لاعب كرة قدم أوغندي في مركز الوسط، ولد في 4 يوليو 2000 في ليرا في أوغندا. لعب مع نادي كامبالا سيتي.

## وصلات خارجية
- ألان أوكيلو على موقع قاعدة بيانات كرة القدم.إي يو (الإنجليزية)
- ألان أوكيلو على موقع ناشيونال فوتبول تيمز (الإنجليزية)
- ألان أوكيلو على موقع Soccerway.com (الإنجليزية)